# Carl Seumanutafa
Carl Seumanutafa (San Francisco, 01 de setembro de 1989) é um lutador de MMA americano. Atualmente, possui contrato com o Bellator MMA.

## Carreira no MMA
Seumanutafa estreou no MMA em 2007. Sua primeira luta foi em 22 de março de 2007, no GKO 2 - Global Knockout 2, contra Chris Garrison. Carl venceu por nocaute técnico em 32s de luta.
Ele compilou um cartel de nove vitórias e seis derrotas, com oito vitórias por nocaute ou nocaute técnico, antes de ingressar no Bellator.

### Bellator MMA
Carl Seumanutafa fez sua estreia na organização em 29 de janeiro de 2016, contra Javy Ayala, no Bellator 148. Ele estreou com o pé direito, vencendo por nocaute técnico no segundo round.
Seumanutafa é esperado para enfrentar o ex-UFC Matt Mitrione, em 24 de junho de 2016, no Bellator 157.

## Cartel no MMA
| Cartel no MMA   |             |            |
| 16 lutas        | 10 vitórias | 6 derrotas |
| Por nocaute     | 9           | 4          |
| Por finalização | 0           | 0          |
| Por decisão     | 1           | 2          |

| Res.    | Cartel | Oponente          | Método                        | Evento                                        | Data       | Round | Tempo | Local                  | Notas                |
| ------- | ------ | ----------------- | ----------------------------- | --------------------------------------------- | ---------- | ----- | ----- | ---------------------- | -------------------- |
| Derrota | 10-7   | Matt Mitrione     | Nocaute (Soco)                | Bellator 157                                  | 24/06/2016 | 1     | 3:22  | St. Louis, Missouri    |                      |
| Vitória | 10-6   | Javy Ayala        | TKO (socos)                   | Bellator 148                                  | 29/01/2016 | 2     | 3:46  | Fresno, California     | Estreia no Bellator. |
| Derrota | 9-6    | D.J. Linderman    | Decisão (Unânime)             | KOTC - Total Elimination                      | 03/10/2015 | 3     | 5:00  | Oroville, Califórnia   |                      |
| Vitória | 9-5    | Josh Appelt       | Decisão (unânime)             | WFC 12 - Ricetti vs. Emmett                   | 15/11/2014 | 3     | 5:00  | Sacramento, California |                      |
| Derrota | 8-5    | Jack May          | TKO (chute na cabeça e socos) | TPF 18 - Martinez vs. Culley                  | 06/02/2014 | 1     | 2:57  | Lemoore, California    |                      |
| Vitória | 8-4    | Javy Ayala        | TKO (socos)                   | DH - Dragon House 13                          | 02/02/2013 | 1     | 3:00  | Oakland, California    |                      |
| Derrota | 7-4    | Dave Huckaba      | KO (soco)                     | CCFC - Cage Combat Fighting Championships     | 20/10/2012 | 1     | 4:35  | Santa Rosa, Califórnia |                      |
| Vitória | 7-3    | Ruben Villareal   | TKO (cotoveladas)             | Gladiator Challenge - World Class             | 23/06/2012 | 3     | 2:57  | Lincoln, Califórnia    |                      |
| Vitória | 6-3    | C.J. Leveque      | TKO (socos)                   | Impact MMA - Recognition                      | 10/12/2011 | 1     | 2:20  | Pleasanton, Califórnia |                      |
| Vitória | 5-3    | Derrick Williams  | TKO (socos)                   | Global Knockout - Fall Brawl                  | 18/09/2010 | 3     | 1:05  | Jackson, Califórnia    |                      |
| Derrota | 4-3    | Lavar Johnson     | KO (soco)                     | Strikeforce Challengers: Evangelista vs. Aina | 15/05/2009 | 1     | 0:18  | Fresno, California     |                      |
| Derrota | 4-2    | Edson Franca      | Decisão (dividida)            | M-1 Challenge 12 - USA                        | 21/02/2009 | 2     | 5:00  | Tacoma, Washington     |                      |
| Derrota | 4-1    | Shane del Rosario | TKO (socos)                   | ShoXC - Elite Challenger Series               | 26/09/2008 | 2     | 1:07  | Santa Ynez, Califórnia |                      |
| Vitória | 4-0    | Mike Cook         | KO (slam)                     | EliteXC - Unfinished Business                 | 26/07/2008 | 1     | 1:21  | Stockton, California   |                      |
| Vitória | 3-0    | Chris Bostick     | TKO                           | GKO 4 - Global Knockout 4                     | 29/11/2007 | 1     | 0:00  | Jackson, Califórnia    |                      |
| Vitória | 2-0    | Pete Werve        | TKO                           | GKO 2 - Global Knockout 2                     | 22/03/2007 | 2     | 2:52  | Jackson, Califórnia    |                      |
| Vitória | 1-0    | Chris Garrison    | TKO                           | GKO 2 - Global Knockout 2                     | 22/03/2007 | 1     | 0:32  | Jackson, Califórnia    | Estreia no MMA.      |